# Cognac Charente Basket-ball
Maillots
Actualités
Le Cognac Charente Basket-ball (CCBB) est un club français de basket-ball évoluant en Nationale 2 (4e division du championnat de France), basé à Cognac.

## Histoire

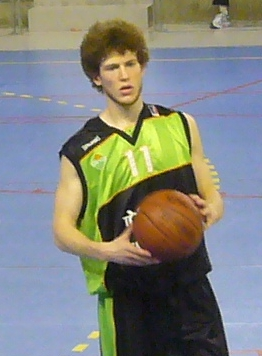
Antoine Eito, joueur de Cognac en 2006

La section basket-ball de l'UA Cognac est née en 1939, fondé par l'abbé Quichaud, et connaîtra des premières années glorieuses, dont un huitième de finale du championnat contre Championnet Sports en 1945.
Et puis c'est un peu l'oubli alors que le championnat de France se structure de plus en plus. Jusqu'en 1966 et l'arrivée dans l'élite (Nationale 1) pour ce qui constitue la seule saison passée en première division pour l'UA Cognac. Après cet exploit, l'effervescence retombe et Cognac retombe très bas dans les divisions inférieures.
À partir de 1970 un nouvel essor arrive, conclu par une accession en Pro B en 1986. Malheureusement après 5 années à ce niveau, l'UA Cognac dépose le bilan à cause de problèmes financiers en partie lié à la Loi Évin qui ne permettait plus aux industriels locaux d'investir dans le club. Il repartira du niveau régional sous un nouveau nom, le Cognac Basket Ball.
En 2009, le club est monté en Nationale 1 et n'a pas réussi à se maintenir. Mais il retrouve ce niveau après seulement une saison à l'échelon inférieur, en assurant sa montée lors d'une victoire face à Monaco le 6 mai 2011.
Le club termine sa saison en remportant le Trophée coupe de France amateur puis remporte le titre de champion de France de Nationale 2 lors d'un Final Four disputé à Cognac.
Pour son retour en Nationale 1, le club lutte dans le haut du classement. Le 10 janvier 2012, Cognac reçoit le Limoges CSP en 16e de finale de la Coupe de France. Les Cognaçais s'inclinent avec les honneurs sur le score de 85 à 87.
Cognac termine la saison la 7e place du championnat, se qualifiant ainsi pour les playoffs. Le club sera éliminé en quart de finale face à Charleville-Mézières.
C'est à partir de la saison 2012-2013 que le club prend le nom de « Cognac Charente Basket-ball » (CCBB).
Cognac refait une belle saison et se classe 5e de la saison régulière. Cognac se retrouve à nouveau en quart de finale des playoffs et élimine Monaco (77-69). Mais le parcours s'arrête en demi-finale face à Souffelweyersheim (65-69).

### Les logos

Cognac Basket-ball (Jusqu’en 2012)
Logo depuis 2012

## Budget
| Saison   | 2014-2015 |
| Budget   | 0,950 M€  |
| Division | III       |

## Entraîneurs successifs
- 2004 - 2006 :  Cyril Marboutin
- 2006 - 2009 :  Gilles Versier
- 2010-2015 :  Philippe Maucourant
- 2015-2018 :  Guillaume Quintard

## Joueurs marquants du club
| - Éric Courant - Julien Gaborit - Sébastien Collin - Philipe Jayat - Abdou Aziz Dia - Bob Riley | - Christophe Cibrot - Hubert Eïto - Olivier Grosset - Michel Tison - Bernard Sauty | - Antoine Eito - Philippe Biais - Leon Piper - Cédric Bertorelle |  | - Remy Conderanne - Dan Aultman - Slobodan Ocokoljic - Mathieu Bigote - Jonathan Godin |